# Xã Cache, Quận Lawrence, Arkansas
Xã Cache (tiếng Anh: Cache Township) là một xã thuộc quận Lawrence, tiểu bang Arkansas, Hoa Kỳ. Năm 2010, dân số của xã này là 145 người.